# Kanton Chorges
Chorges is een kanton van het Franse departement Hautes-Alpes. Het kanton maakt deel uit van het arrondissement Gap. Het heeft een oppervlakte van 349,56 km² en telt 10 779 inwoners in 2017, dat is een dichtheid van 31 inwoners/km².

## Gemeenten
Het kanton Chorges omvatte tot 2014 de volgende gemeenten:
- Bréziers
- Chorges (hoofdplaats)
- Espinasses
- Prunières
- Remollon
- Rochebrune
- Rousset
- Théus

Bij de herindeling van de kantons bij toepassing van het decreet van 20 februari 2014 werden daar volgende 9 gemeenten aan toegevoegd ( waaronder het volledige afgeschafte kanton Savines-le-Lac).
- La Bâtie-Neuve
- Montgardin
- Puy-Saint-Eusèbe
- Puy-Sanières
- Réallon
- La Rochette
- Saint-Apollinaire
- Le Sauze-du-Lac
- Savines-le-Lac